# Spallumcheen
Spallumcheen (offiziell The Corporation of the Township of Spallumcheen) ist eine Gebietsgemeinde („District Municipality“) im Central Interior, der kanadischen Provinz British Columbia. Die Gemeinde liegt im nördlichen Okanagan Valley und gehört zum Regional District of North Okanagan.

## Lage
Die Gemeinde liegt am Highway 97A zwischen Vernon, etwa 20 km südlich und Enderby, etwa 23 km nördlich. Die Gebietsgemeinde umschließt dabei vollständig die Kleinstadt Armstrong.
Einer der Siedlungsschwerpunkte in der Landgemeinde liegt östlich des Otter Lake am Highway 97A.

## Geschichte
Lange bevor diese Gegend von europäischstämmigen Einwanderern besiedelt wurde, war sie Siedlungs- und/oder Jagdgebiet der First Nations, hier der Secwepemc und der Okanagan.
Die heutige, europäisch geprägte, Gemeinde entstand, als sich aus einer erfolglosen Gruppe von Goldsuchern, den „Overlanders from 1862“, einige hier niederließen und Farmen errichteten.
Am 21. Juli 1892 erfolgte die Zuerkennung der kommunalen Selbstverwaltung für die Gemeinde (incorporated als District Municipality). Sie gehört zu den 25 Gemeinden in British Columbia, die bereits vor 1900 offiziell gegründet wurden, und ist dabei die älteste inländische Gemeinde, nur Gemeinden an der Küste wurde noch vorher gegründet.

## Demographie
Die offizielle Volkszählung, der Census 2016, ergab für die Gemeinde eine Bevölkerungszahl von 5106 Einwohnern, nachdem der Zensus im Jahr 2011 für die Gemeinde nur eine Bevölkerungszahl von 5040 Einwohnern ergab. Die Bevölkerung hat damit im Vergleich zum letzten Zensus im Jahr 2011 um 1,3 % leicht zugenommen und sich damit deutlich schwächer als der Provinzdurchschnitt, mit einer Bevölkerungszunahme in British Columbia um 5,6 %, entwickelt. Bereits im Zensuszeitraum 2006 bis 2011 hatte die Einwohnerzahl in der Gemeinde nur leicht um 1,9 % zugenommen, während sie im Provinzdurchschnitt um 7,0 % zunahm.
Für den Zensus 2016 wurde für die Gemeinde ein Medianalter von 49,1 Jahren ermittelt. Das Medianalter der Provinz lag 2016 bei nur 42,3 Jahren. Das Durchschnittsalter lag bei 44,3 Jahren, bzw. bei 42,3 Jahren in der Provinz. Zum Zensus 2011 wurde für die Gemeinde noch ein Medianalter von 47,3 Jahren ermittelt, während das Medianalter der Provinz bei nur 41,9 Jahren lag.

## Verkehr
Schwerpunkt der Verkehrsanbindung ist der Straßenverkehr. Jedoch wird die Gemeinde auch durch eine Eisenbahnstrecke der Canadian Pacific Railway durchquert. Über einen örtlichen Flugplatz verfügt die Gemeinde nicht, sondern ist auf die Nutzung des südlich gelegenen Vernon Regional Airport angewiesen.
Öffentlicher Personennahverkehr wird mit einer Buslinie durch das „Vernon Regional Transit System“ angeboten, welches von BC Transit in Kooperation betrieben wird. Diese Buslinie verbindet die Gemeinde hauptsächlich mit Vernon und Enderby.